# 크몽
크몽(영어: Kmong)은 2012년 6월 대한민국 경상남도 진주에서 박현호가 설립한 프리랜서 마켓이자 서비스 중개 업체이다. 타인이 가지고 있는 무형의 재능, 서비스, 지식 등을 거래하는 프리랜서 마켓의 일종으로, 오픈마켓으로 재능 판매자와 구매자를 연결해주는 플랫폼 사이트이다. 비즈니스 거래 플랫폼으로 사용되는 성향을 따라, B2B거래 중개 사이트로 분류되기도 한다. 
2017년 레슨 등의 서비스를 출시함으로써 C2C서비스로의 확장을 선언하였다. 2016년에 이르러서는 1억을 넘긴 판매자가 10명을 넘어섰으며 누적거래액이 100억을 돌파했다. 2017년 7월에는 누적거래액이 200억, 매출 1억 이상 판매자는 20명을 돌파했다.

## 기능

### 외주
소비자의 니즈에 맞는 다양한 서비스를 제공함으로서 마케팅, 디자인, 영상편집 등 전문 영역에 대한 업무를 맡길 수 있다.